# Barmbeker Straße
Die Barmbeker Straße ist eine Hauptverkehrsstraße im Hamburger Stadtteil Winterhude. Sie verläuft vom Winterhuder Marktplatz nach Südosten bis zur Stadtteilgrenze nach Barmbek-Süd. Sie ist Teil der Bundesstraße 5.
Die Straße ist dadurch geprägt, dass es keine einheitliche Bausubstanz gibt, sondern Altbauten aus der Wende zum 20. Jahrhundert neben 1920er-Jahre-Bauten an der Grenze zur Jarrestadt, Zeugnissen des Wiederaufbaus nach dem Zweiten Weltkrieg und vereinzelten Neubauten anzutreffen sind. Die gesamte Strecke ist vierspurig ausgebaut.

## Name, Verlauf und Geschichte
Die Barmbeker Straße trägt ihren Namen nach der Funktion als Verbindung vom alten Winterhuder Ortskern am Marktplatz durch die Winterhuder Feldmark bis zur Grenze des ehemaligen Dorfes Barmbek an der Barmbeker Straßenbrücke über die Osterbek. Offiziell trägt die gut zwei Kilometer lange Straße ihren Namen seit 1863, zuvor wurde sie „Redder“ genannt. Die Nummerierung verläuft von Osten nach Westen. Heute ist die Osterbek die Grenze zum Stadtteil Hamburg-Barmbek-Süd. Die Straße ist Teil der Bundesstraße 5 und war zeitweise auch Teil der Europastraße 3.

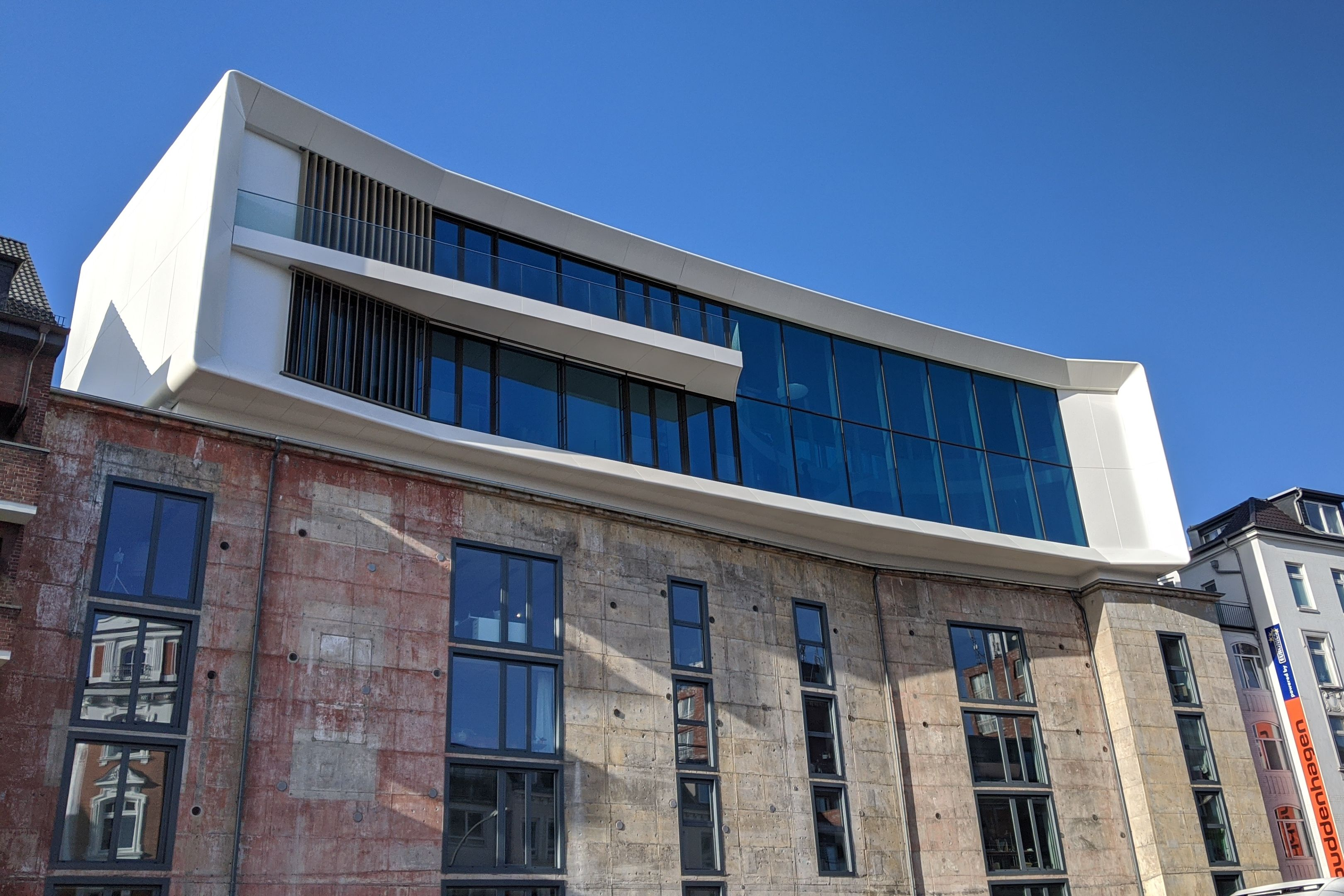
Der ehemalige Hochbunker im Westen der Straße wurde 2015/16 zu Wohnungen umgebaut.

Kurz hinter dem Winterhuder Marktplatz befindet sich auf der rechten Seite ein 1941/42 erbauter Hochbunker, der nach dem Zweiten Weltkrieg zunächst als Behelfswohnungen und danach lange von einem Möbelgeschäft genutzt wurde. 2015/16 wurde er zu Wohnzwecken umgebaut und um ein Penthousegeschoss aufgestockt.
Dahinter stehen zwischen Eppendorfer Stieg und Dorotheenstraße in den Hausnummern 171 bis 177 mehrere 1911/12 erbaute Gebäude, die unter Denkmalschutz stehen.

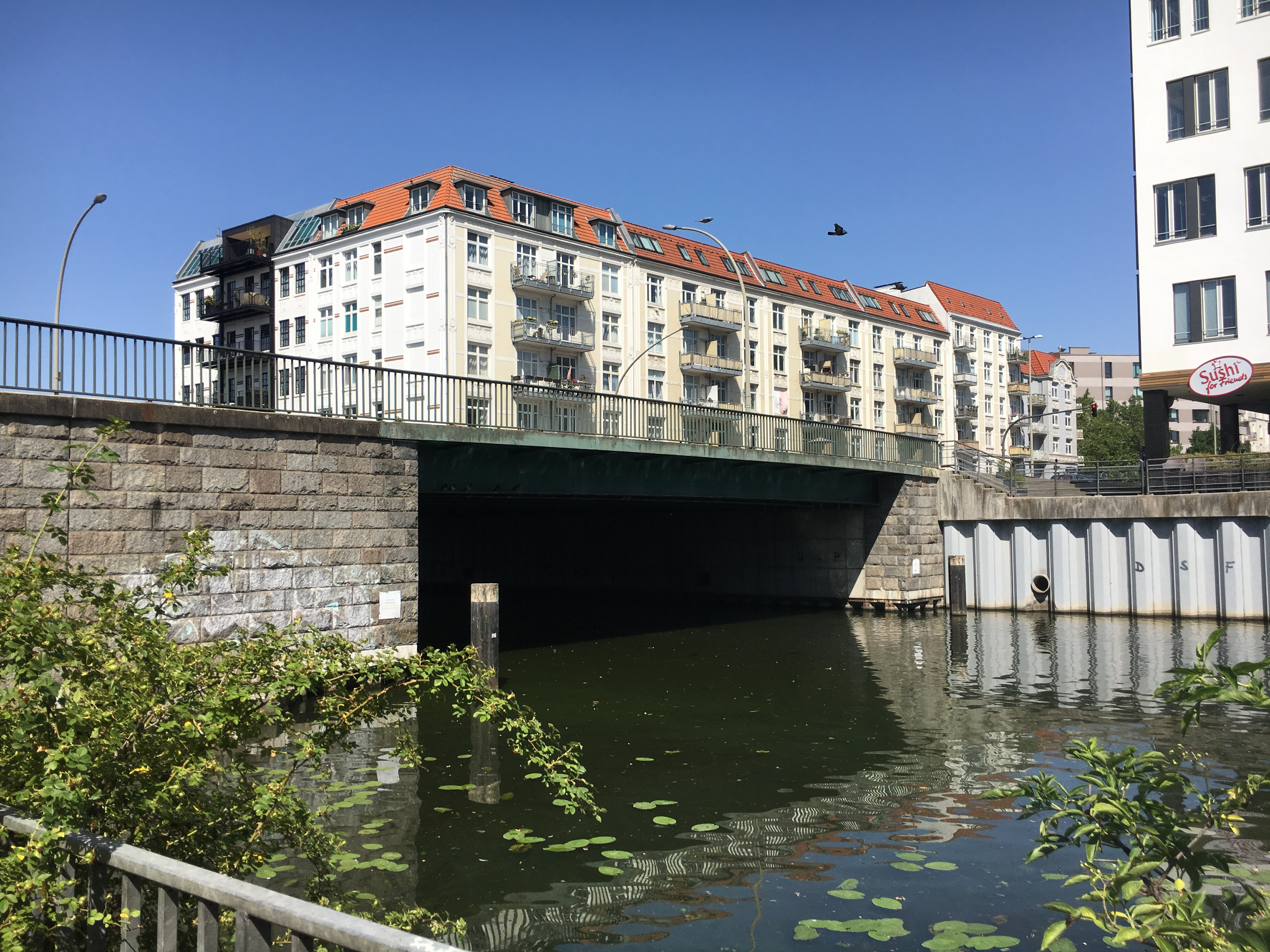
An der Bachstraßenbrücke geht die Barmbeker Straße in die Bachstraße über.

Auf der anderen Straßenseite befindet sich zwischen den Einmündungen von Grasweg und Ulmenstraße eine kleine Grünanlage, die früher als Kinderspielplatz genutzt wurde.
Adolph Sierich erwarb 1854 zusätzlich zum ererbten Hof seines 1850 verstorbenen Vaters auf dem Krohnskamp an der Barmbeker Straße eine neue Hofstelle. Dort errichtete er die Sierich Villa mit zwei Scheunen und einigen Katen. Die Villa, die sich an der Ecke zum heutigen Maria-Louisen-Stieg befand, wurde 1957 abgerissen. In der Nachkriegszeit war in dem Gebäude das Wohnungsamt Eppendorf-Winterhude untergebracht.

Der Harvestehuder THC ist einer der erfolgreichsten Hockeyklubs in Deutschland.

Zwischen der Maria-Louisen-Straße und der Brücke über die U-Bahn-Linie 3, deren Tunneleingänge unter Denkmalschutz stehen, befinden sich nördlich der Straße zunächst eine Kindertagesstätte und dann seit 1913 mit der Hausnummer 106 die Sportanlagen des Harvestehuder THC. Mit 20 gewonnenen Meistertiteln ist er einer der erfolgreichsten Hockeyklubs Deutschlands. Die Damen und die Herren gewannen jeweils auch den Europapokal der Landesmeister in der Halle und auf dem Feld. Außer Hockey und Tennis wird im Klub auch Lacrosse gespielt. Südlich der Straße befindet sich an der Ecke zur Maria-Louisen-Straße denkmalgeschützte Geschosswohnungsbauten aus den Jahren 1927/28.

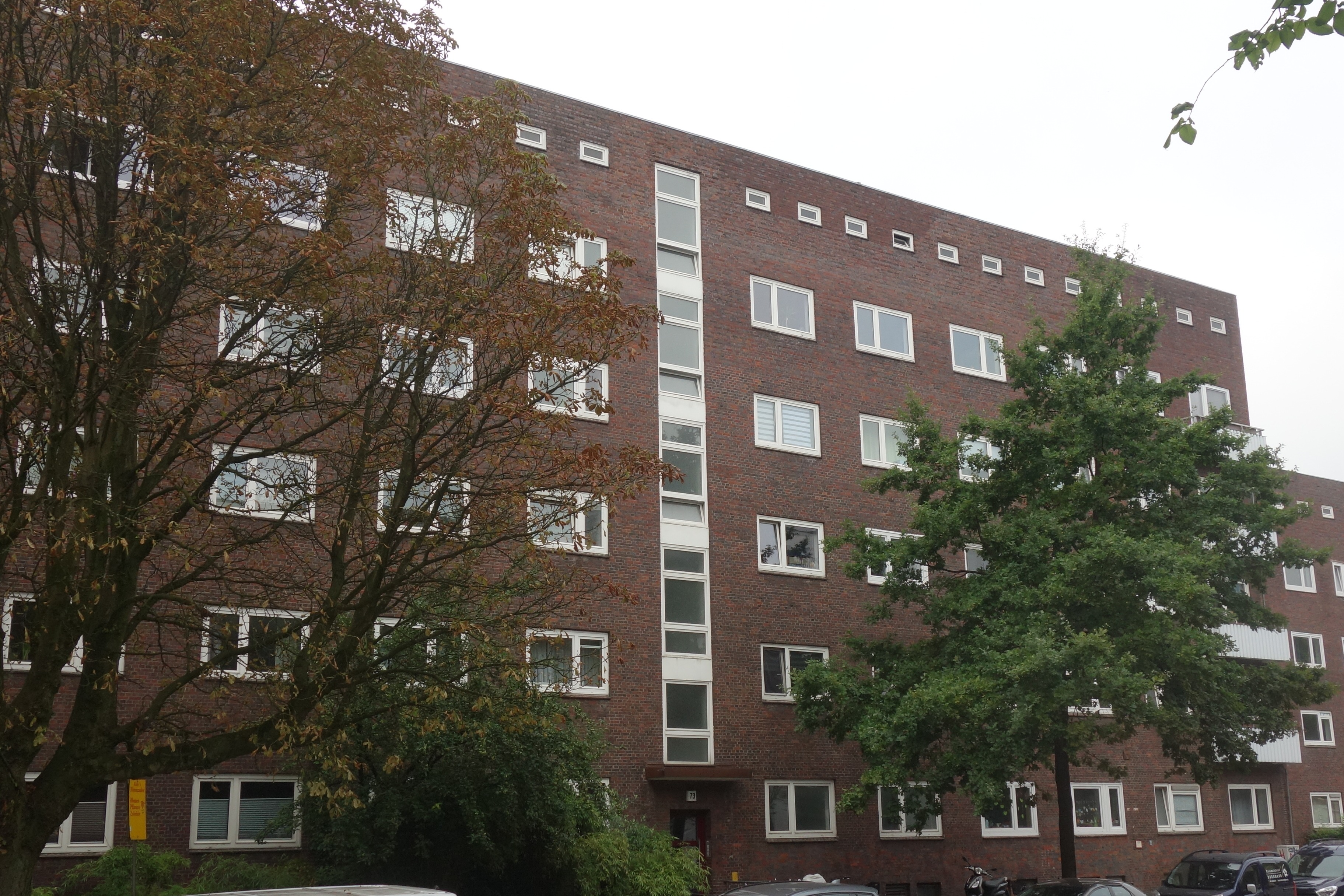
Denkmalgeschützter Schneider-Bau in der Barmbeker Straße 73.

Vor dem Poßmoorweg befindet sich eine Backsteinsiedlung, die sich den Poßmoorweg bis zur Gottschedstraße entlangzieht. Sie wurde 1928 nach Plänen von Karl Schneider errichtet und steht ebenfalls unter Denkmalschutz.
Hinter dem Borgweg liegt auf der linken Straßenseite zunächst ein großes Studentenwohnheim, das sich bis zum Wiesendamm hindurchzieht, und dahinter das Vereinsheim des VfL 93 Hamburg, der 1958 Deutscher Feldhandballmeister der Damen wurde. Bis zum Rückzug 2012 spielte der Verein mehrere Jahre in der Badminton-Bundesliga und in den 1990er Jahren auch drei Jahre in der damals drittklassigen Fußball-Regionalliga.
Gegenüber befindet sich auf der rechten Straßenseite das Gelände des Kleingartenvereins 422 „Goldbek“. Anschließend überspannt die Barmbeker Straßenbrücke die Goldbek, die in den 1860er Jahren von Adolph Sierich kanalisiert und schiffbar gemacht wurde.

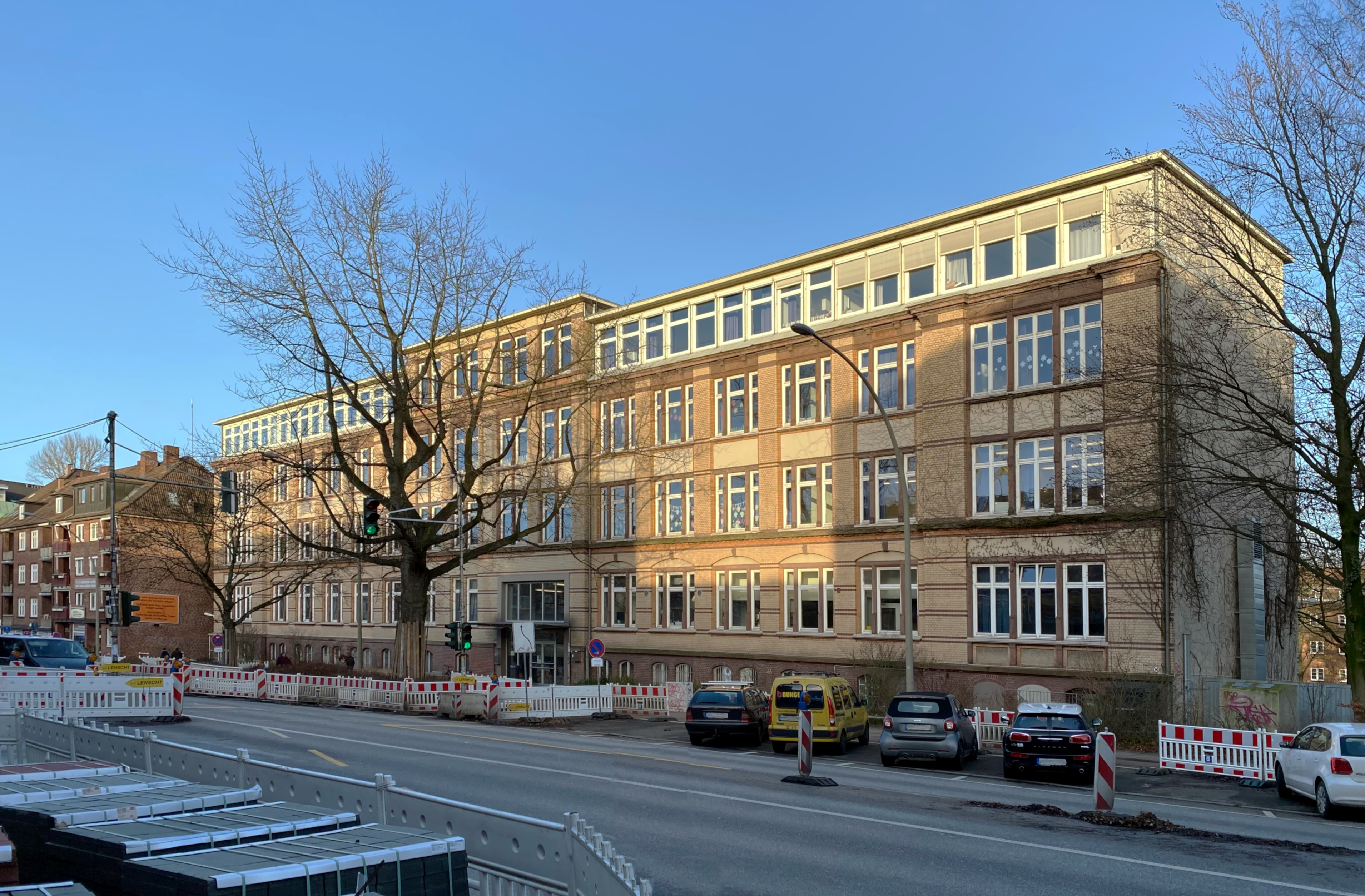
Das 1901/02 erbaute Schulgebäude Barmbeker Straße 30 beherbergt heute eine Zweigstelle der Schule Forsmannstraße.

In der Barmbeker Straße 30 befindet sich ein Schulgebäude, das seit 2016 als Außenstelle der Grundschule Forsmannstraße genutzt wird. Erbaut wurde die Schule 1901/02 nach Plänen von Carl Johann Christian Zimmermann für die Volksschule Barmbeker Straße. Nach dem Zweiten Weltkrieg wurden Teile des Gebäudes vom Ortsamt Eppendorf-Winterhude und ab 1950 vom Bezirksamt Bezirksamt Hamburg-Nord genutzt. Diese Tatsache führte im Oktober 1950 zu einem Schulstreik, mit dem Ziel, die Verwaltung zu einer Freigabe der Schulräume zu bewegen, damit die teilweise im Vier-Schicht-Betrieb geführte Schule sie wieder nutzen könnte. Aufgrund sinkender Schülerzahlen wurde die Schule Mitte der 1970er Jahre geschlossen. Anschließend befand sich in dem Gebäude die Staatliche Fremdsprachenschule. In der Schulturnhalle veranstaltete der VfL 93 in den 1950er Jahren vielbeachtete Wettkämpfe der Boxer und Ringer.
Neben der Schule befand sich in der Hausnummer 26 seit 1925 über viele Jahrzehnte das Hauptgeschäft des 1919 gegründeten Autohauses Hugo Pfohe. In den 1970er Jahren wurde der Sitz an die Alsterkrugchaussee in Fuhlsbüttel verlegt, nachdem noch 1964 neue gläserne Ausstellungsräume errichtet worden waren. Ab 1981 betrieb das Autohaus Klein auf dem Grundstück eine Mazda-Niederlassung. Später wurden auf dem Grundstück Wohnungen errichtet.
Auf der anderen Straßenseite befindet sich bis heute ein Autohaus. Zunächst 1929 als „Opel Bleck“ in der Alsterdorfer Straße in der Nähe des Winterhuder Marktes gegründet, verlegte es sein Hauptgeschäft 1957 in einen von Hans Jochem erbauten Neubau auf dem Grundstück Barmbeker Straße 35/37. Nach der Übernahme durch die Inhaber der Firma Lensch, ebenfalls einem Opel-Händler, zur Lensch & Bleck GmbH firmierte das Geschäft als „Autohaus Lensch Hamburg“. Der Unternehmenssitz war dabei in Neumünster, dem Stammsitz von Opel Lensch. Zwischenzeitlich wurde das Unternehmen von der Dello-Gruppe, einem der größten Opel-Händler weltweit, übernommen. Daneben befand sich auf dem Grundstück Barmbeker Straße 25 – 17 seit 1880 die Winterhuder Brauerei. Nachdem diese geschlossen worden war, wurde auf dem Grundstück ein kleines Einkaufszentrum errichtet. Anfang des 21. Jahrhunderts wurde dieses ebenso wie die auch dort befindliche Rettungswache der Johanniter-Unfall-Hilfe abgebrochen und durch Wohnungsbau ersetzt. Die Ladengeschäfte wurden dabei im Erdgeschoss des Neubaus untergebracht.
An der Ecke zur Jarrestraße befand sich mit dem 1906 gegründeten Unternehmen „Fahrrad Richter“ über Jahrzehnte eines der traditionsreichsten Fahrrad-Fachgeschäfte Hamburgs. Es musste 2006 Insolvenz anmelden und den Geschäftsbetrieb einstellen. Zwischen der Einmündung der Jarrestraße und dem Ufer der Osterbek befinden sich die Zugäng zur rückwärtig gelegenen „Kulturfabrik“ Kampnagel, einer ehemaligen Maschinenfabrik.
An der Bachstraßenbrücke, die die Osterbek überbrückt, endet die Barmbeker Straße und geht danach in die Bachstraße über.

## Öffentlicher Personennahverkehr

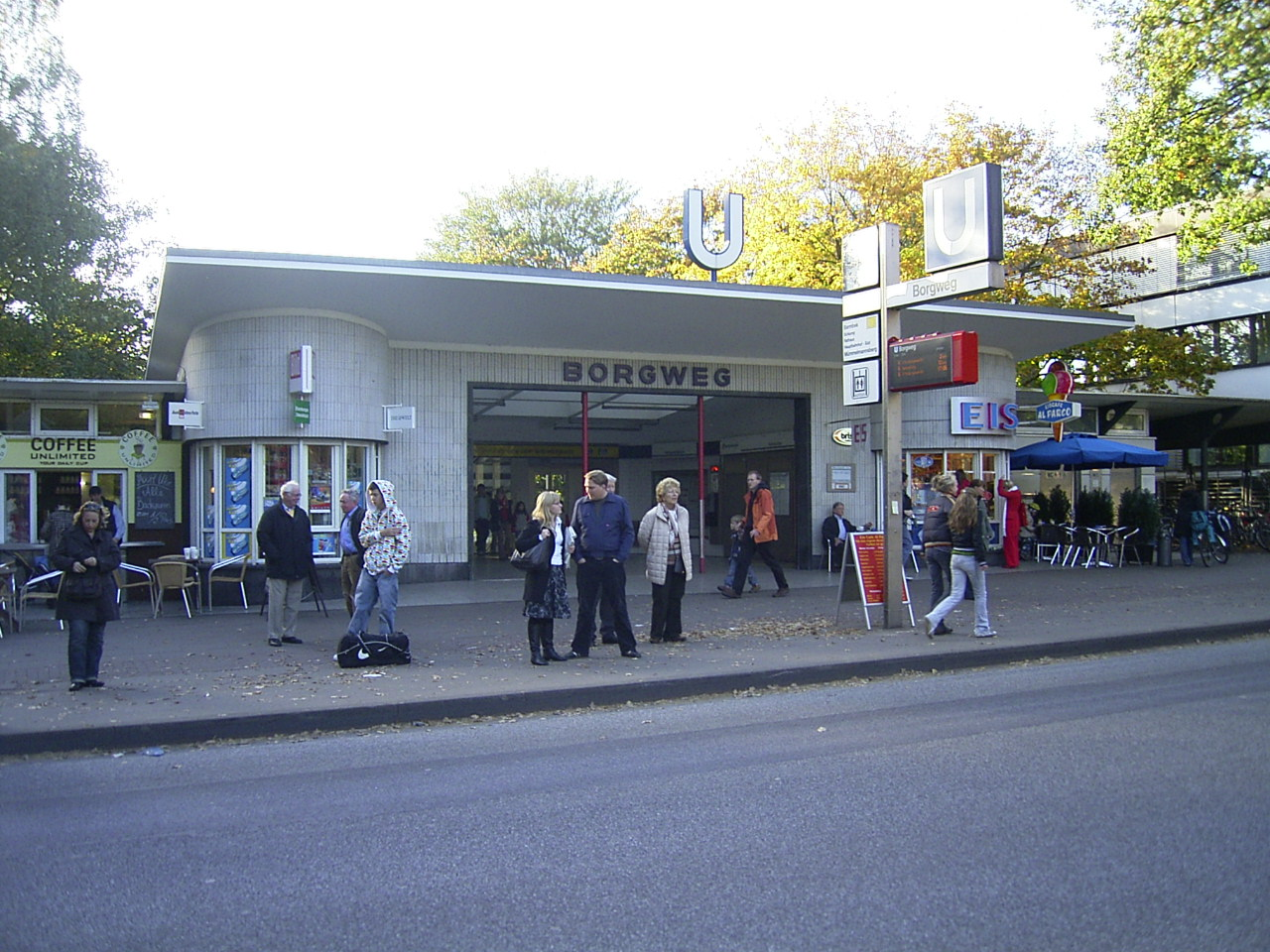
Der U-Bahnhof Borgweg liegt in der Nähe der Barmbeker Straße.

Direkt an der Barmbeker Straße selbst gibt es bisher keine Haltestelle der Hamburger U-Bahn. Relativ dicht an der Barmbeker Straße liegt aber die 1912 in Betrieb genommene Haltestelle Borgweg der U-Bahn-Linie 3. Die neue U-Bahn-Linie 5 soll dort eine Umsteigehaltestelle erhalten, die unter der Barmbeker Straße liegen wird. Eine weitere Station soll im Kreuzungsbereich der Barmbeker Straße mit der Jarrestraße und der Gertigstraße entstehen und den Namen „Jarrestraße“ tragen. Hier war schon eine Station der alten und nie realisierten U-4-Planung der 1960er und 1970er Jahre vorgesehen.
Die Straßenbahn fuhr mit verschiedenen Linien stets nur auf dem kurzen Stück zwischen dem Winterhuder Markt und der Dorotheenstraße, in die sie dann abbog, durch die Barmbeker Straße. Eine eigene Haltestelle besaß sie in der Straße nie. Gleiches gilt auch für die die Straßenbahn zunächst ersetzende Buslinie 108 und die dieser nachfolgende Metrobuslinie 25. Ab 1962 fuhr die damalige Stadtbuslinie 71 vom Borgweg durch die Barmbeker Straße nach Osten.
Die Metrobuslinie 6, die von der U-Bahn-Haltestelle Borgweg aus in die HafenCity fährt, verfügt mit der Haltestelle „Semperstraße“ in der gleichnamigen Straße ebenso über eine Haltestelle direkt an der Barmbeker Straße, wie die Metrobuslinie 17 (U-Bahn Feldstraße – U-Bahn Berne) und die Stadtbuslinie 172 (Mundsburger Brücke – Ohlsdorf bzw. Hummelsbüttel) jeweils mit der Haltestelle „Jarrestraße (Kampnagel)“ in der Jarrestraße. Mit der Expressbuslinie X22 (Hagenbecks Tierpark – Jenfeld), die außer am Winterhuder Marktplatz und der Semperstraße auch an der Haltestelle „Maria-Louisen-Straße (Nord)“ hält, befährt seit den 2020er Jahren erstmals eine Buslinie die komplette Barmbeker Straße. Auf einer längeren Strecke befährt auch die Nachtbuslinie 600 zwischen Winterhuder Marktplatz und Wiesendamm die Barmbeker Straße. Mit der Haltestelle „Maria-Louisen-Straße (Nord)“ verfügt sie ebenfalls über eine Haltestelle in der Barmbeker Straße, aber auch die Haltestellen „Winterhuder Markt“ und „Wiesendamm“ sind fußläufig erreichbar.

## Stolpersteine für Opfer des Nationalsozialismus
In der Barmbeker Straße wurden drei Stolpersteine für Opfer des Nationalsozialismus verlegt: Vor der Hausnummer 93 liegt ein Stein für Rudolf Klug, der als Mitglied der Bästlein-Jacob-Abshagen-Gruppe 1944 bei Narvik wegen „Landesverrats“ erschossen wurde. Vor der Nummer 127 liegt ein Stolperstein für die Jüdin Anna Levy, die 1942 angesichts der drohenden Deportation in das Ghetto Theresienstadt Suizid beging. Vor der Hausnummer 177 liegt ein Stolperstein für Hermann Strübing, der im November 1936 wegen „homosexueller Neigungen“ in das KZ Fuhlsbüttel verbracht wurde und sich dort das Leben nahm.

Stolpersteine
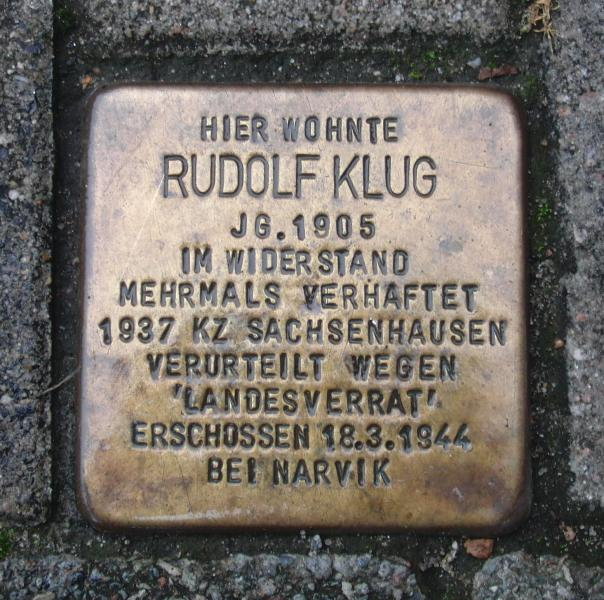
Rudolf Klug vor der Barmbeker Straße 93
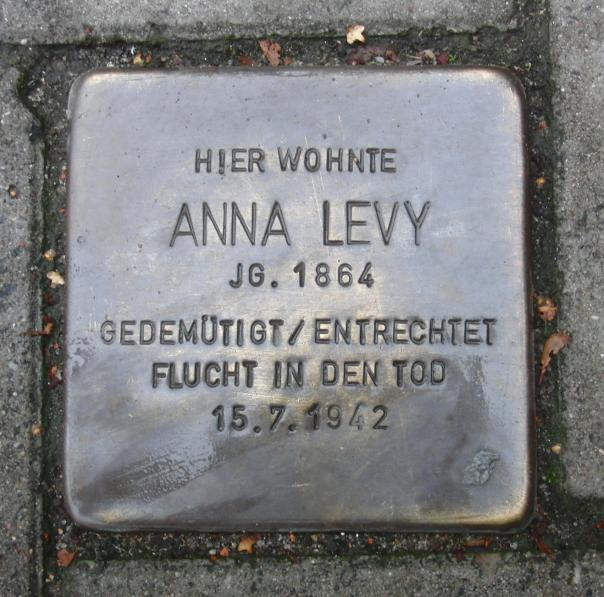
Anna Levy vor der Barmbeker Straße 127
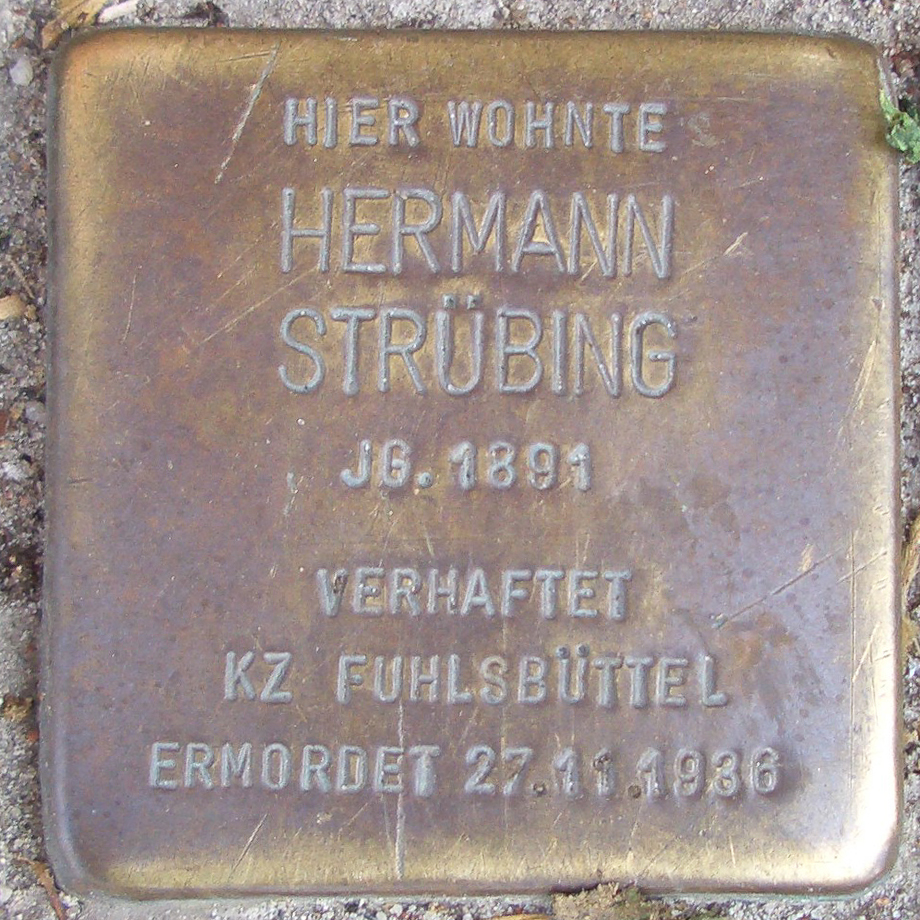
Hermann Strübing vor der Barmbeker Straße 177